# Jan Laureys
Joannes Petrus Antonius (Jan Pieter Antoon) Laureys (Lier, 31 maart 1881 - Borgerhout, 7 maart 1955) was een Belgisch mondarts, activist en politicus.

## Levensloop
Laureys studeerde geneeskunde aan de Katholieke Universiteit Leuven en volgde vervolgens een specialisatie mondarts. Vervolgens verhuisde hij naar Limburg alwaar hij bedrijfsarts werd bij de steenkoolmijn van Winterslag. Tevens stichtte hij aldaar een afdeling van het Davidsfonds waarvan hij voorzitter werd. Omstreeks 1918 verhuisde hij naar Hasselt en werd hij actief in het activistisch milieu. Zo werd hij 'opzichter der propaganda Limburg' voor de Raad van Vlaanderen. Zijn activisme zou gegroeid zijn uit zijn afkeer voor het patronaat, dat in zijn ogen verantwoordelijk was voor de verfransing van de streek en de morele degeneratie van de bevolking. Na de Eerste Wereldoorlog werd hij gearresteerd. Na 13 maanden in voorarrest werd hij in december 1919 vrijgesproken voor de rechtbank van Tongeren. Onder meer het feit dat hij zich openlijk anti-Duits had opgesteld, door de bezetter gezochte personen had gewaarschuwd, alsook vrijwilligers van het Belgisch leger de grens met Nederland had over geholpen speelde hierin een rol.
In maart 1920 verhuisde hij naar Antwerpen, alwaar hij zich vestigde als tandarts. In 1927 was hij een van de stichters van het Vlaamse Kruis, waarvan hij van 1927 tot 1934 voorzitter van was. Ook was hij in deze periode voorzitter van het Algemeen Vlaamsch Geneesherenverbond (AVGV). Tevens schreef hij omstreeks deze periode verschillende bijdrages in het Vlaams-nationalistisch tijdschrift Vlaanderen over de wantoestanden in de steenkoolmijnen onder de titel "Vlaanderen redt Limburg!". In 1928 was hij medestichter van de Volksuniversiteit Herman Van den Reeck. Ook was hij actief bij het Vlaamsche Front, waarvoor hij van 1929 tot 1932 Antwerps provincieraadslid was en tevens COO-lid te Antwerpen. In 1936 verliet hij deze partij uit protest tegen de integratie in het VNV. Vervolgens was hij de drijvende kracht achter de Synthetische Orde, later omgevormd tot de Kollektivistische Orde. In 1937 sloten hij en zijn beweging aan bij het Vlaamsch Blok voor Zelfbestuur en Demokratie. Later sloot hij aan bij de Frenssen Technocratische Partij (FTP) van Leo Frenssen. In een brief aan Jef Gossenaerts van 11 april 1938 veroordeelde hij zowel de democratische als de fascistische aanpak van de crisis. Zijn boek Het licht over de chaos werd positief onthaald en kreeg onder meer een lovende kritiek in De Hollandsche Post.
Bij het uitbreken van de Tweede Wereldoorlog in België in mei 1940 vluchtte Laureys met zijn gezin naar Frankrijk. Later keerde hij terug en werd betrokken in de collaboratie. Zo werd hij medio 1940 lid van de Deutsch-Vlämische Arbeitsgemeinschaft (DeVlag) en de Algemeene SS-Vlaanderen. Vanaf 1943 was hij een tijdlang tandarts van de Organisation Todt. Zijn zoon Stefaan was oostfront-vrijwilliger en zijn andere zoon (André) was eveneens lid van de Algemeene SS-Vlaanderen en werkte mee aan jodenrazzia's. Na de bevrijding vluchtte hij met vrouw en een van zijn dochters naar Duitsland. In 1947 werd Laureys veroordeeld tot 1 jaar gevangenis. Zijn zoon Stefaan werd ter dood veroordeeld en geëxecuteerd. Na de oorlog ondernam Laureys een poging om een pacifistische beweging op te richten.
Het echtpaar dr. Jan Laureys-De Coninck adopteerde na de Eerste Wereldoorlog Fernand De Bruyker (1906-1964), zoon van professor dr. Caesar De Bruyker, activist en vurig pleitbezorger de vernederlandsing van de Gentse universiteit en die in 1924 was overleden, kort na zijn vrijlating uit de gevangenis.